# Bürgerbräukeller

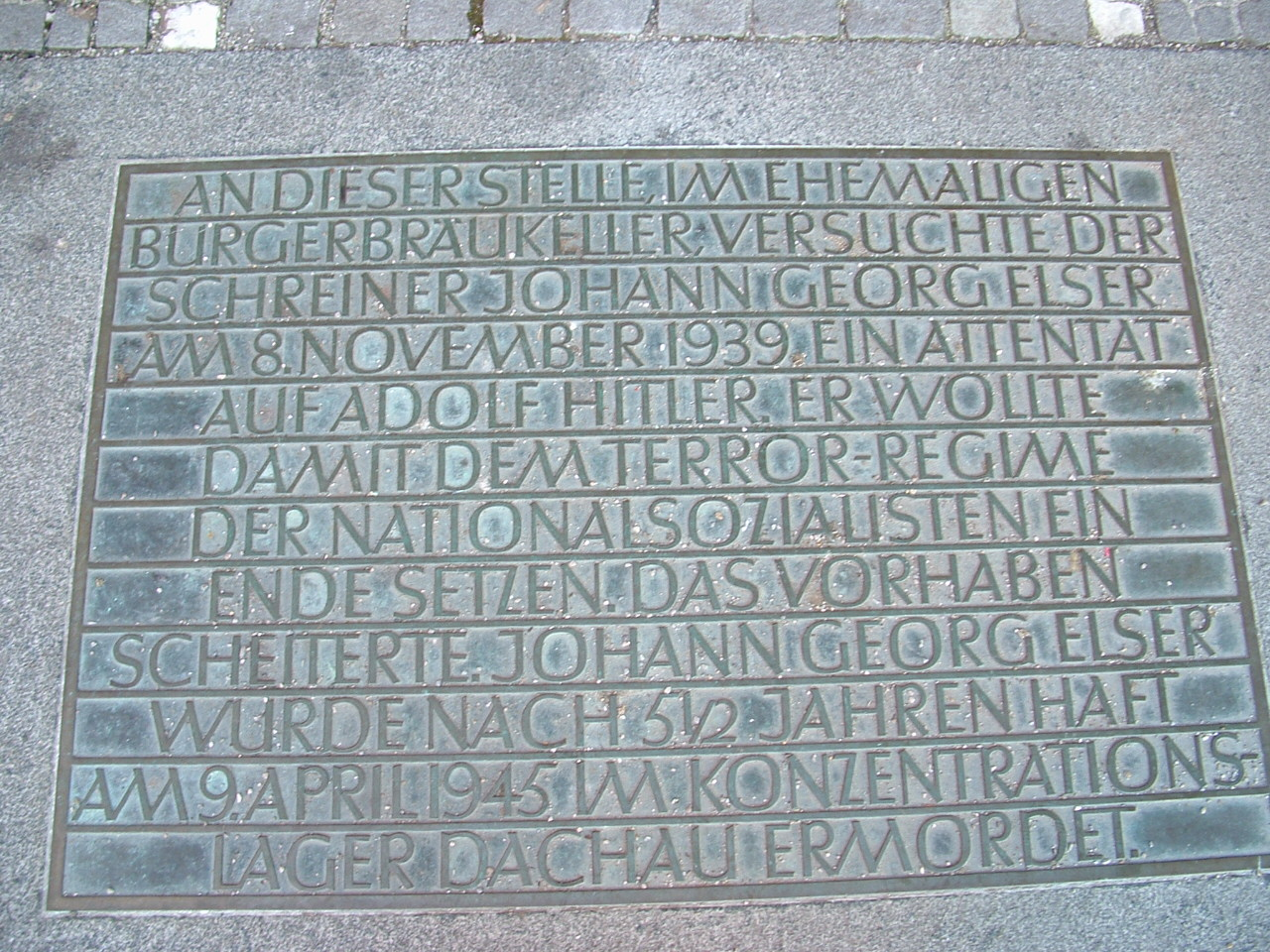
Minnestavla över Georg Elser.

Bürgerbräukeller var en ölhall som öppnades i München 1885. Den utgjorde utskänkningsställe för bryggeriet Bürgerliches Brauhaus och låg vid gatan Rosenheimer Straße i stadsdelen Haidhausen, ungefär mittemellan kulturcentrat Gasteig och Hilton hotell. 
Bürgerbräukeller är förmodligen mest känd för det misslyckade kuppförsök, ölkällarkuppen (Hitlerputsch), som Adolf Hitler och det tyska nazistpartiet genomförde i den 8-9 november 1923.  
På platsen där ölhallen låg finns idag en minnestavla över Johann Georg Elser som den 8 november 1939 genomförde ett misslyckat attentat mot Hitler. 